# Holoterpna
Holoterpna là một chi bướm đêm thuộc họ Geometridae.